# Диркс, Роберт
Роберт Диркс (29 мая 1978 — 3 февраля 2015) — американский химик, известный своими теоретическими и экспериментальными работами в области ДНК-нанотехнологий. Родившись в Таиланде в семье тайской китаянки и американца, он ещё в юном возрасте переехал в Спокан, штат Вашингтон. Диркс был первым выпускником исследовательской группы Найлса Пирса в Калифорнийском Технологическом институте, где защитил диссертацию, посвящённую алгоритмам анализа термодинамики нуклеиновых кислот и прогнозированию их структуры. Вместе с тем, он разработал экспериментальный подход к сборке сложных самоорганизующихся ДНК-структур. Позднее Диркс работал в D. E. Shaw Research над алгоритмами фолдинга белка, которые использовались для дизайна новых фармацевтических средств.
В феврале 2015 года Диркс погиб в Вальхальской железнодорожной катастрофе. В его честь была названа награда за ранние карьерные достижения в области программирования молекулярной динамики.

## Биография

### Ранние годы
Роберт Диркс родился в городе Бангкок в Таиланде в 1978 году. Его отец, американец Майкл Диркс работал учителем математики в Интернациональной Школе Бангкока, а мать, — тайская китаянка Сари, работала в то время в банке. Через год после рождения Роберта вся семья, включая старшего брата Уильяма, переехала в Канаду, в Ванкувер, где отец смог продолжить работу над своей диссертацией в Университете Британской Колумбии . Спустя четыре года семья переехала в родной город Майкла Диркса Спокан в штате Вашингтон, где Майкл получил работу преподавателя математики в местном колледже.
Роберт показал великолепную успеваемость и побеждал во многих математических соревнованиях, обучаясь в школе. Летом пред выпускным годом он был отобран Вашингтонским Университетом для выполнения исследования о сердечно-сосудистой системе. В течение 1996 года он получил высшие оценки по каждому из пяти экзаменов в рамках углублённой программы, и стал лучшим выпускником класса. Роберт и трое его одноклассников стали призёрами национального научного конкурса выпускников ExploraVision. Темой их проекта было будущее нанотехнологий.
Несмотря на то, что Роберт был принят в Массачусетский технологический институт, он поступил в Уобош-колледж в Кроуфордвилле штата Индиана. В 2000 году он защитил диплом с отличием по двум специальностям: химии и математике. Его второстепенными предметами в колледже были биология и музыка, игра на фаготе, кларнете и фортепиано. Диркс состоял в обществе Phi Beta Kappa.
Роберт Диркс продолжил обучение в аспирантуре Калифорнийского технологического института в Пасадене штата Калифорния, получил степень Ph.D в 2005 году и остался в Калифорнийском институте постдоком. В это время он познакомился с аспиранткой Кристин Уэда, которая вскоре стала его женой.

### Последние годы и смерть
Диркс и Уэда поженились в 2007 году. До 2010 года она также работала в D. E. Shaw Research, но прекратила в связи с рождением старшего из двух детей. Они поселились в округе Вестчестер, пригороде Чаппаквы штата Нью-Йорк. Роберту приходилось рано вставать, чтобы добраться до работы по Гарлемской линии метро Северной дороги. Возвращался он поздно, но старался провести с детьми всё возможное время по вечерам и в выходные.
3 февраля 2015 года Диркс погиб в Вальхальской железнодорожной катастрофе. Он ехал домой в передней части поезда (как говорил его брат, он любил эту часть поезда из-за спокойной атмосферы), когда на железнодорожном переезде к северу от Вальхалы в него врезался джип. Это случилось на 5 миль южнее станции Чаппаква. После столкновения первый вагон поезда потерял контакт с рельсами. Диркс, водитель джипа и ещё четыре пассажира погибли, а этот случай стал самым большим по количеству жертв за всю историю Северной дороги
Его отец сказал так: «Он во всём был первым. Он всегда был непревзойдённым.» Грег Сэмпсон, его учитель математики в старшей школе, вспоминал, что Роберт закончил продвинутый курс по тригонометрии всего за две недели, чего ни один другой его студент никогда не делал: «Он был просто невероятным, невероятным студентом.» Его бывший руководитель говорил о нём: «Необыкновенный студент даже для Калтеха. Он делал замечательные вещи.»
D. E. Shaw Research, компания, в которой работал Роберт Диркс, назвала его «великолепным исследователем, привнёсшим огромный вклад в наши исследования и исследования широкой научной общественности.»
В апреле 2015 года Международное Общество Наноразмерных Исследований, Вычислений и Инженеринга, важнейшее сообщество в области ДНК-нанотехнологий, учредило премию имени Роберта Диркса за достижения молодых учёных в области молекулярного моделирования.

## Научная деятельность
Диркс был первым выпускником Найлса Пирса в Калтехе. Его диссертация называлась «Анализ, дизайн и структура инструментов на основе нуклеиновых кислот».
Диркс работал в области вычислительной химии, создавая алгоритмы и вычислительные инструменты в области термодинамики нуклеиновых кислот и предсказания их пространственной структуры. Он является автором программного обеспечения NUPACK, которое в отличие от своих аналогов может одновременно работать со множеством полинуклеотидов. Диркс разработал алгоритм описания некоторых типов псевдоузлов в структуре нуклеиновых кислот, самых сложных для моделирования объектов, NUPACK может описывать их только в рамках одной цепи РНК.
Его работы в области цепной гибридизации нуклеиновых кислот впервые продемонстрировали самоорганизацию сложных комплексов на молекулярном уровне. Метод основан на использовании ДНК-гарпунов в качестве «топлива» для сборки ДНК-машин, и Диркс и Пирс изначально предполагали использовать эту технологию для аналитических задач, используя ДНК-машины в связке с аптамерами в качестве биосенсоров . Этот метод не требует использования ферментов и позднее нашёл своё применение в иммуноанализе для in-situ визуализации экспрессии генов , а также метод стал основой для технологий изотермической сборки ДНК-наноструктур.
Диркс работал в D. E. Shaw Research над алгоритмами фолдинга белка, которые использовались для дизайна новых фармацевтических средств начиная с 2006 года.

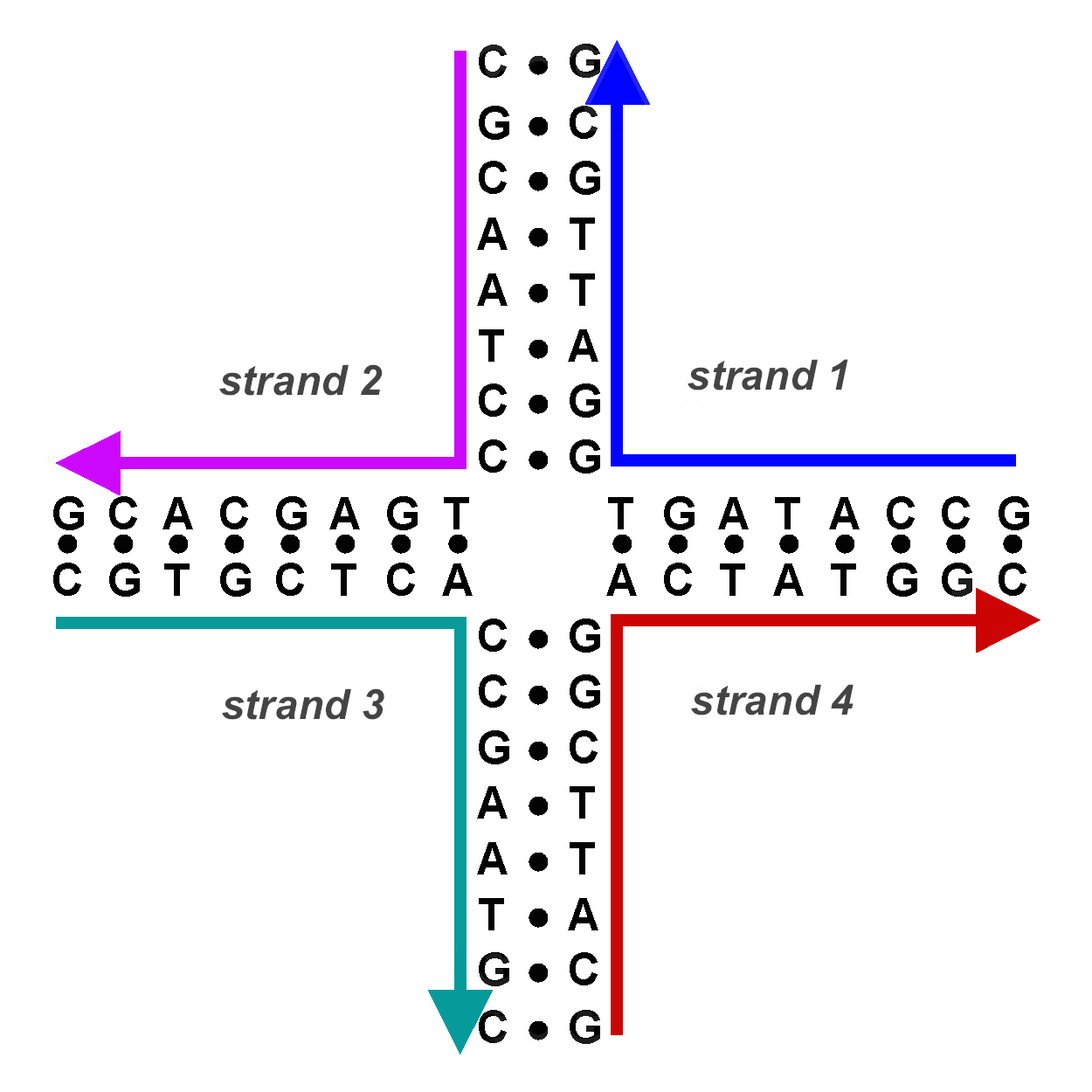
Несколько полинуклеотидов, образующих сложную структуру.
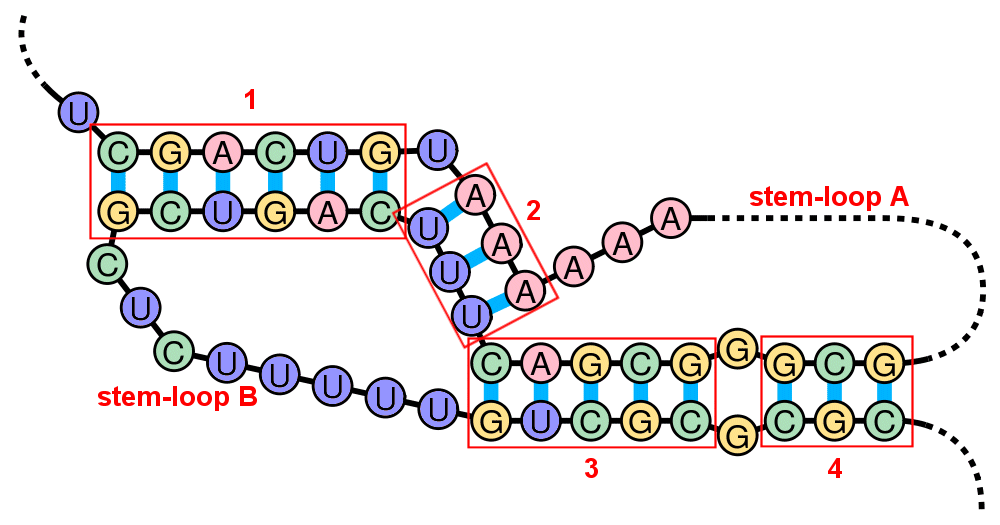
Псевдоузел в рамках одного полинуклеотида.

## Упоминаемые работы
- Dirks, R. M.; Pierce, N. A. A partition function algorithm for nucleic acid secondary structure including pseudoknots (англ.) // Journal of Computational Chemistry[англ.] : journal. — 2003. — Vol. 24, no. 13. — P. 1664—1677. — doi:10.1002/jcc.10296.
- Dirks, R. M.; Pierce, N. A. Triggered amplification by hybridization chain reaction (англ.) // Proceedings of the National Academy of Sciences of the United States of America : journal. — 2004. — Vol. 101, no. 43. — P. 15275—15278. — doi:10.1073/pnas.0407024101. — Bibcode: 2004PNAS..10115275D. — PMC 524468.
- Dirks, R. M.; Bois, J. S.; Schaeffer, J. M.; Winfree, E.; Pierce, N. A. Thermodynamic Analysis of Interacting Nucleic Acid Strands (англ.) // SIAM Review : journal. — 2007. — Vol. 49. — P. 65—88. — doi:10.1137/060651100. — Bibcode: 2007SIAMR..49...65D.
- Piana, S.; Lindorff-Larsen, K.; Dirks, R. M.; Salmon, J. K.; Dror, R. O.; Shaw, D. E. Evaluating the Effects of Cutoffs and Treatment of Long-range Electrostatics in Protein Folding Simulations (англ.) // PLoS ONE : journal. — 2012. — Vol. 7, no. 6. — P. e39918. — doi:10.1371/journal.pone.0039918. — Bibcode: 2012PLoSO...739918P. — PMID 22768169. — PMC 3386949.